# Antonio Borja Won Pat

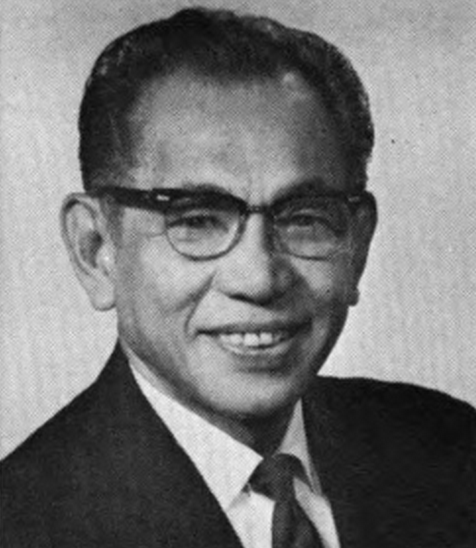
Antonio Borja Won Pat

Antonio Borja Won Pat ( 10 de diciembre de 1908 – 1 de mayo de 1987) fue el primer Delegado de Guam para la Cámara de Representantes de los Estados Unidos.
Nació en Sumay, Guam, y trabajó como profesor. Fue elegido por primera vez en el Congreso Asesor de Guam en 1936. En 1948 llegó a ser presidente en la Asamblea de Guam. En 1965 fue elegido por el Partido Demócrata como el primer representante de Washington D. C. en Guam. Fue reelegido en 1968 y ocupó el cargo hasta 1970. En 1972, fue elegido primer delegado del Congreso de Guam. Este último puesto lo ocupó durante seis periodos, hasta que fue vencido en las elecciones de 1984 por el Republicano Ben Garrido Blaz.
Won Pat se retiró a Sinajana, Guam, y murió en Silver Spring, Maryland. Su cuerpo yace enterrado en el Cementerio de Veteranos, en Piti, Guam. El Aeropuerto Internacional Antonio B. Won Pat obtuvo su nombre en honor a él.
Won Pat y su mujer, Ana Salas Perez, son los padres de la presidenta de la Legislatura de Guam, Judith Won Pat.

## Enlaces externos

United States House of Representatives